# Храм святого Григория Просветителя (Ставрополь)
Храм святого Григория Просветителя (арм. Սուրբ Գրիգոր Լուսավորիչ եկեղեցի, Сурб Григор Лусаворич) — храм епархии Юга России Армянской апостольской церкви в Российской Федерации, расположенный в Ставрополе и наследующий название старейшего армянского храма в городе.

## История
Первый храм
Согласно сведениям, приведенным ставропольским краеведом Иосифом Бентковским, первая деревянная армянская церковь начала строиться в Ставрополе в 1810 году, однако в силу недостатка средств не была завершена до 1830 года, когда в строительство включился генерал Георгий Эммануэль. Деревянное здание пришло в ветхость к середине XIX века: в 1850-х один из двух куполов храма, грозивший обрушением, был разобран (по другим данным, обвалился). Тем не менее, оно простояло до 1870-х годов, когда от ветхости обрушился и второй купол.
Второй храм
Проект каменного храма на месте прежнего деревянного был заказан архитектору Федору Прозоровскому (не путать с московским воеводой Федором Прозоровским), и представлен в Эчмиадзинский армяно-григорианский синод 27 декабря 1876 года (по старому стилю). Уже 8 апреля 1881 года строительство храма было завершено. В его сооружение вкладывали средства ставропольские меценаты — купцы Гавриил Термикелов, Макар Попов и другие. При храме располагался и некрополь со склепами в ограде.
Закрытие
В 1920-е годы ценности храма были изъяты, его здание простояло полуразрушенным до 1960-х годов, и было взорвано в 1967 году. На его месте было построено здание Октябрьского райкома партии.

## Восстановление храма
В XXI веке храм был восстановлен на новом месте на улице Войтика. Церемония освящения его креста и куполов была проведена главой епархии епископом Мовсесом (Мовсесяном) 22 ноября 2009 года.
9 декабря 2021 года церковь освятил глава Епархии Юга России ААЦ епископ Мовсес (Мовсесян). При освящении присутствовали клирики епархии, митрополит Ставропольский и Невинномысский Кирилл (Покровский), первый заместитель председателя Правительства Ставропольского края Владимир Ситников, глава города Ставрополя Иван Ульянченко, начальник отдела по делам национальностей Сергей Зинёв и представители национально-культурных организаций края.

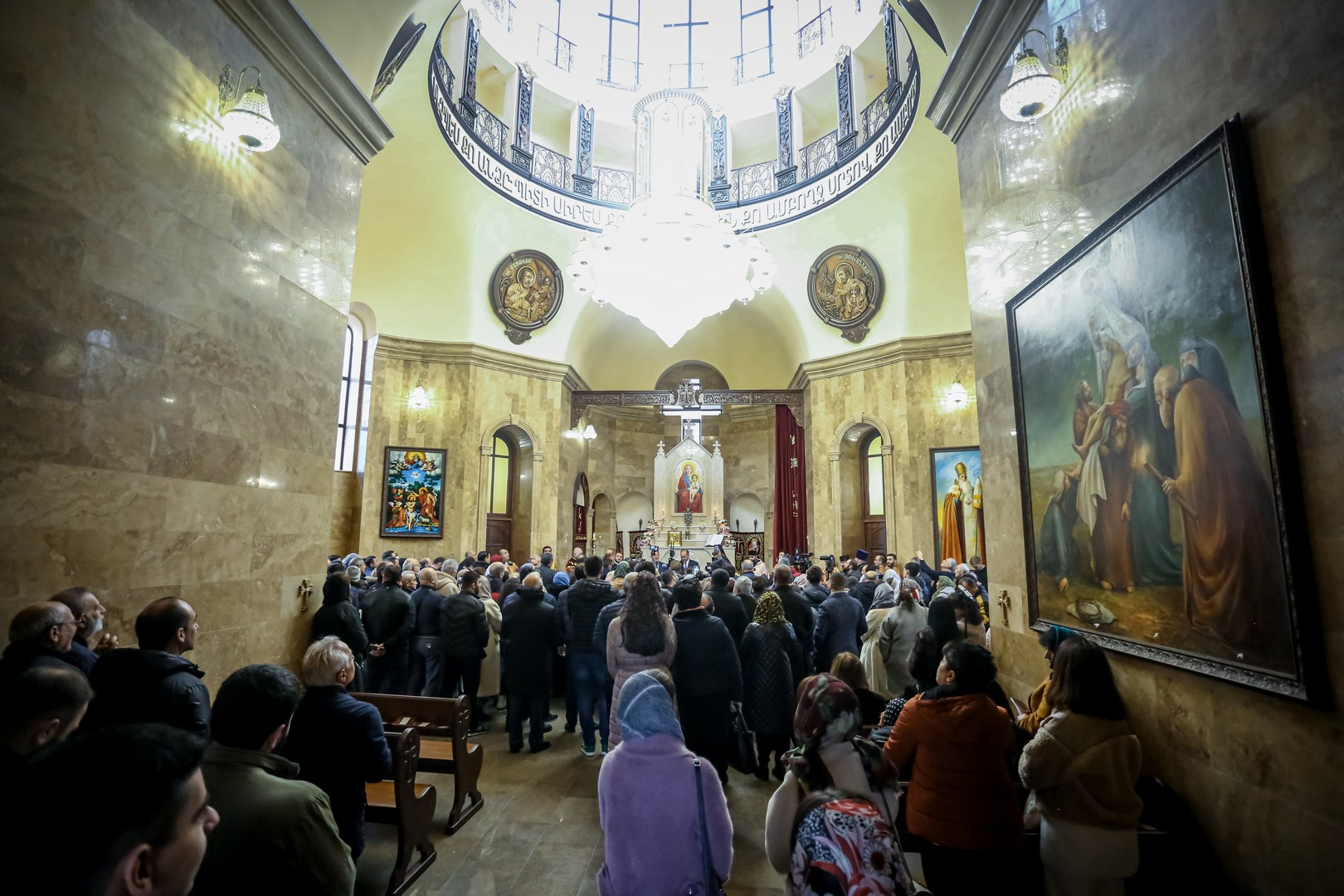
Храм Св. Георгия Просветился в день освящения